# Maren Wiesler
Maren Wiesler, née le 7 février 1993, est une skieuse alpine allemande. Sa discipline de prédilection est le slalom.

## Biographie
Maren Wiesler prend part aux courses de la Fédération internationale de Ski et Snowboard (FIS) dès la saison 2008-2009.
Elle devient membre de l'équipe A de l'Association allemande de ski de la saison 2014/15 à la saison 2017/18. Elle fait ses débuts en Coupe du monde en novembre 2013 au slalom de Levi près de la ville de Kittilä (Finlande) où elle arrive 23e.
Elle réalise ses meilleurs résultats en janvier 2016 avec une 11e place à Santa Catarina (Brésil), puis le mois suivant à Stockholm (Suède), où elle est 9e. Elle marque ses premiers points en slalom géant en octobre 2017 à Sölden (Autriche).
Aux Championnats du monde 2015, elle est 12e du slalom. Aux Championnats du monde 2017, elle est 33e.
Elle prend sa retraite sportive en 2018 à 25 ans. 

## Palmarès

### Championnats du monde
| Épreuve / Édition          | Descente | Super G | Slalom géant | Slalom | Combiné alpin |
| -------------------------- | -------- | ------- | ------------ | ------ | ------------- |
| Mondiaux 2015 Beaver Creek |          |         |              | 12e    |               |
| Mondiaux 2017 Saint-Moritz |          |         |              | 33e    |               |

### Coupe du monde
- Meilleur classement général : 73e en 2016.
- Meilleur résultat : 9e.

#### Classements en Coupe du monde
| Année/Classement | Année/Classement | Général | Général | Slalom | Slalom | Slalom géant | Slalom géant |
| ---------------- | ---------------- | ------- | ------- | ------ | ------ | ------------ | ------------ |
| Année/Classement | Année/Classement | Class.  | Points  | Class. | Points | Class.       | Points       |
| 2014             | 2014             | 99e     | 15      | 40e    | 15     | -            | -            |
| 2015             | 2015             | 90e     | 22      | 37e    | 22     | -            | -            |
| 2016             | 2016             | 73e     | 67      | 27e    | 67     | -            | -            |
| 2017             | 2017             | 84e     | 38      | 31e    | 38     | -            | -            |
| 2018             | 2018             | 94e     | 31      | 39e    | 26     | 50e          | 5            |

### Coupe d'Europe
- 4 podiums, dont 1 victoire.